# Noémi Háfra
Noémi Háfra (n. 5 octombrie 1998) este o handbalistă maghiară care joacă pentru Ferencvárosi TC și pentru echipa națională a Ungariei.

## Palmares
Echipa națională
- Campionatul Mondial pentru Tineret: 
  -  Medalie de aur: 2018

- Campionatul European U17: 
  -  Medalie de bronz: 2015

Competiții interne
- Nemzeti Bajnokság I:
  - Câștigătoare: 2015
  - Medalie de argint: 2016, 2018

Competiții europene
- Cupa Cupelor EHF:
  - Semifinalistă: 2015

## Distincții individuale
- Cea mai bună handbalistă maghiară a anului la categoria tineret: 2017
- Interul stânga al echipei ideale All-Star team la Campionatul Mondial pentru Tineret: 2018[4]